# Musashi Suzuki
Musashi Suzuki (født 11. februar 1994) er en japansk fodboldspiller. Han var en del af den japanske trup ved Sommer-OL 2016.